# Ernst Hintzmann senior

Ernst Hintzmann als Student in Göttingen im Jahre 1872

Ernst Hintzmann (* 20. November 1853 in Mohrdorf bei Stralsund; † 13. Juli 1913 in Elberfeld) war ein deutscher Politiker, Oberrealschuldirektor in Elberfeld und Vater des gleichnamigen Politikers Ernst Hintzmann.

## Leben
Geboren wurde Ernst Hintzmann 1853 in Mohrdorf bei Stralsund als Sohn des Pastors E. Hintzmann. Von 1868 bis 1872 besuchte er das Marienstiftsgymnasium in Stettin und das Friedrich-Wilhelm-Gymnasium in Berlin, bevor er zum Sommersemester 1872 das Studium der Naturwissenschaften, der Mathematik, der Physik und der Theologie an der Georg-August-Universität Göttingen begann. Im selben Jahr trat er der Burschenschaft Holzminda bei.
Nach dem Examen und der Promotion 1876 durchlief er auf dem Wege zum Oberrealschuldirektor in Elberfeld Stationen an der Höheren Bürgerschule (1876) und dem Realgymnasium (1878) in Malchin (Mecklenburg), an der Realschule (1880) in Remscheid und am Realgymnasium (1887) in Magdeburg. 1890 wurde er Direktor der in Magdeburg neu eröffneten Realschule. Sein Direktorenamt in Elberfeld trat er dann im Jahre 1894 an.
In seiner Zeit in Magdeburg schloss er sich dem Naturwissenschaftlichen Verein Magdeburg an, bei welchem er mehrere Jahre als Vorsitzender tätig war. Von 1900 bis 1909 war er Mitglied der Elberfelder Stadtverordnetenversammlung, seit 1900 im Verwaltungsrat der Neviandt-Stipendienstiftung und seit 1904 in der Gesundheitskommission. Weiterhin war er Vorsitzender des Vereins für lateinloses höheres Schulwesen, Vorsitzender der Jahresversammlung der Oberrealschuldirektoren und Vorsitzender des Elberfelder Vereins der Freunde evangelischer Freiheit.
Ernst Hintzmann war von 1908 bis zu seinem Tod Mitglied des Preußischen Abgeordnetenhauses für den Wahlkreis 255 Düsseldorf (SK Elberfeld, SK Barmen 2) und der Nationalliberalen Partei.
Er starb 1913 in Elberfeld.

## Ehrungen
- 1905: Preußischer Roter Adlerorden 4. Klasse

## Schriften
- Das Innere der Erde: Vortrag, gehalten im naturwissenschaftlichen Verein zu Magdeburg am 8. Mai 1888. Magdeburg, 1888.
- Ueber einen neuen Fundort von Fritillaria meleagris. Malchin, 1880.
- Wesen und Aufgabe der höheren Bürgerschule. Magdeburg, 1891.
- Flora der Blütenpflanzen der Magdeburgischen Gegend. Magdeburg 1892.
- Zur Geschichte der Schule (Oberrealschule in Elberfeld). Festschrift zum 75jährigen Bestehen der Anstalt. Elberfeld, 1900.
- Über Anilide und deren Nitroproducte und eine Dinitrodiphensäure. Dissertation, Göttingen, 1876.
- Remscheider Brunnen- und Cisternenwasser: ein Beitrag zu unserer Wasserfrage. In:  Jahresbericht über die Städtische Gewerbeschule (Realschule II. Ordnung) zu Remscheid. 12. Jahrgang. Remscheid, 1882.